# Rabcsek András
Rabcsek András (Vágbeszterce, 1712. október 7. – Kiscétény, 1792. április 26.) teológiai doktor, szepesi kanonok.

## Élete
1734. október 30-án vették fel a papnövendékek közé, majd 1736-ban a teológiára Bécsbe küldték a Pázmány-intézetbe, ahol teológiai doktorrá avatták. 1739. május 23-án szentelték fel, azután segédlelkész (káplán) volt Érsekújvárt nyolc hónapig. 1741. május 16-ától nagyemőkei plébános lett, ahol a templomot és a plébánia épületét átalakíttatta. Ő hozatta a templom patrónusainak ereklyéit a faluba. 1753-ban érsekújvári kerületi alesperes. 1755-ben a hathatós közbenjárásának köszönhetően öccse György is birtokot szerez Nemespannon. 1757-ben szepesi kanonok lett, de ezen kanonokságáról azonban 1772-ben lemondott.
1774-ben a kanonokot Zsoldos József és András testvérek megverték. 1778-ban még folyt a per közte és Zsoldos József és András közt a kiscétényi birtokaikat illetően.

## Emléke
- Nagyemőkén utca viseli a nevét.

## Művei
- 1739 Theses Theologicae de Augustissimo Verbi Incarnati Mysterio quas in Antiquissima, ac Celeberrima Universitate Viennensi
- Szent Anna asszony és Szent Gyula, avagy Julius m. gyülekezete. Melly Szent Péter és Szent Pál apostolok egyházában Magyarország nemes Nyitra vármegye, Nagy-Emőke nevű helységben 1749. eszt., az igaz keresztyén népnek lelki üdvösségére ájtatossan felállíttatott. Nagy-Szombat. 1750. Rézm. (Németül: Uo. 1750.).
- Új hóld vasárnapok, avagy Szent Anna asszony és szent Julius martyrhoz nagy-emőkei atyafiak különös és dellesti ájtatossága, melynek eleibe tétetődnek három rendbeli intések: utána pedig következnek mind külső, s mind belső-fő-tisztek nevei, nemkülönben jeles, és más napok, szép rendi, és módgya. Pozsonyban, 1756.
- Felix reditus C. Francisci Barkótzi ad Archiepiscopatum Strigoniensem. Cassoviae, 1761.

Kéziratai a nyitrai egyházmegye könyvtárában: Pamatna Kniha sv. Juliuse Mučedlnjka (Emlékkönyv sz. Gyula vértanú tiszteletére), vaskos kötet; Rabcsek András szepesi kanonok gyűjteményei I-IV. ívrét 228, 124., 4rét 444. és 150 levél, négy kötetben (50 darab másolat a szepesi káptalan levéltárából).